# Carlo Giarelli
Carlo Giarelli (Piacenza, 1815 – 11 agosto 1855) è stato un politico italiano.

## Biografia
Avvocato, fu deputato del Regno di Sardegna nella I legislatura, eletto nel collegio di Bettola. Venne eletto anche nella II legislatura ma la sua elezione venne annullata.